# Lañas (La Baña)
Lañas (llamada oficialmente Santa Baia de Lañas) es una parroquia y aldea española del municipio de La Baña, en la provincia de La Coruña, Galicia.

## Otras denominaciones
La parroquia también es conocida por el nombre de Santa Eulalia de Lañas.

## Entidades de población
Entidades de población que forman parte de la parroquia:
- Cantalarrana
- Castro (O Castro)
- Lañas
- Meimendre
- Mundrís
- Prousor
- Valiña
- Villar da Torre (Vilar da Torre)
- Romarís
- A Cachorreira

## Demografía

### Parroquia
| Gráfica de evolución demográfica de Lañas (parroquia) entre 2000 y 2018 |
|                                                                         |
| Datos según el nomenclátor publicado por el INE.                        |

### Aldea
| Gráfica de evolución demográfica de Lañas (aldea) entre 2000 y 2018 |
|                                                                     |
| Datos según el nomenclátor publicado por el INE.                    |